# Bang Rak
Bang Rak (tiếng Thái: บางรัก; IPA: [bāːŋ rák]) Bang Rak là một quận của Bangkok, Thái Lan. Quậnn được bao bọc bởi bốn quận, huyện khác (từ phía bắc theo chiều kim đồng hồ): Pathum Wan, Sathon, Khlong San (trên sông Chao Phraya), và Samphanthawong. Nó được thành lập vào năm 1912.
Quận Bang Rak có diện tích km2, dân số là 60.485 người. Có hai lý thuyết về tên quận Bang Rak. Một giả thuyết cho rằng tên ban đầu cho các khu vực mà trở thành Bang Rak đã được viết bằng tiếng Thái như บาง รักษ์ (cũng phát âm Bang Rak) có nghĩa là làng chữa bệnh do sự hiện diện của một bệnh viện nổi tiếng. Qua thời gian chính tả Thái Lan đã được rút ngắn các hình thức hiện tại, có nghĩa là làng của tình yêu. Lý thuyết thứ hai của Phraya Anuman Ratchathon cho thấy rằng Rak đề cập một loại thực vật và có một trong những cây trồng đó trong một con kênh trên địa bàn huyện. Bởi vì của Bang Rak có thể có nghĩa là làng của tình yêu, tại huyện là nơi phổ biến nhất để đăng ký kết hôn đặc biệt là vào ngày Valentine mỗi năm.